# 고려풀거미
고려풀거미(학명: Allagelena koreana)는 거미목 가게거미과 타래풀거미속에 속하는 거미의 일종으로, 1965년 신종으로 기재되었으며, 본래 풀거미속에 속해 있었으나 2011년 타래풀거미속으로 재분류되었다.